# Barakaldo Club de Fútbol
Il Barakaldo Club de Fútbol, chiamato comunemente Barakaldo, è una società calcistica con sede a Barakaldo, nei Paesi Baschi, in Spagna. Attualmente gioca nella Primera Federación, la terza serie del campionato spagnolo. Gioca le partite casalinghe nello Stadio di Lasesarre.

## Storia
Il Barakaldo Club de Fútbol nacque ufficialmente nel 1917. Nel corso della sua storia ha modificato diverse volte il proprio nome: Baracaldo Football Club, Baracaldo Oriamendi, Altos Hornos Baracaldo e Baracaldo Club Football Club. La tradizione indica che il nero della maglia simboleggia il fumo delle fabbriche della città, nota realtà industriale basca, mentre l'oro la prosperità per la stessa.
La prima stagione importante è senza dubbio quella del 1938-1939 quando il Barakaldo Oriamendi riuscì a raggiungere la semifinale della Coppa del Re (allora denominata Coppa del Generalissimo), dove venne eliminato dal Ferrol. La migliore stagione della storia in campionato è quella 1953-1954, quando il Barakaldo si classificò in seconda posizione nella Seconda Divisione dietro l'Alavés, giocandosi la promozione nei play-off, che tuttavia videro un esito negativo per i baschi.
Nel periodo a cavallo tra gli anni ottanta e novanta il Barakaldo risentì della crisi metallurgica presente nella città, settore da cui arrivava gran parte dei finanziamenti, non riuscendo più a risalire dalla Seconda divisione B (terzo livello dei campionati spagnoli). Il Barakaldo può quindi essere definito uno dei club storici della seconda divisione spagnola, avendo totalizzato numerose partecipazioni a tale campionato, secondo solo al Racing Ferrol.

## Statistiche

### Partecipazione ai campionati

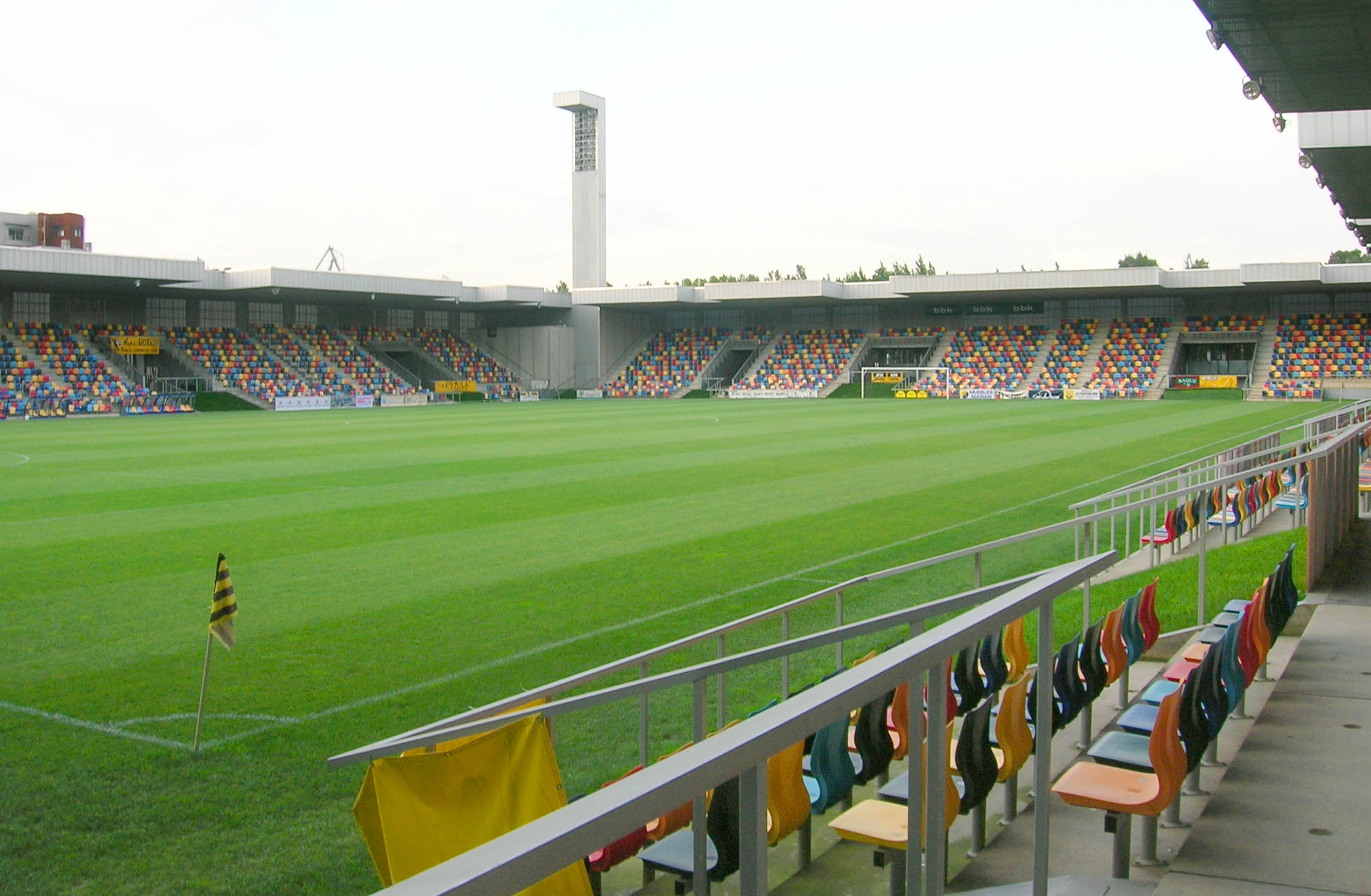
Estadio Lasesarre

- 2ª División: 28 stagioni

- 2ª División B: 27 stagioni

- 3ª División: 26 stagioni

## Palmarès

### Competizioni nazionali
- Segunda División B: 3

1979-1980 (gruppo I), 1997-1998, 2001-2002
- Tercera División: 9

1929-1930, 1930-1931, 1957-1958, 1962-1963, 1963-1964, 1971-1972, 1976-1977, 1987-1988, 2011-2012
- Tercera Federación: 1

2022-2023 (gruppo 4)

### Altri piazzamenti
- Coppa di Spagna:

Finalista: 1939
- Segunda División:

Secondo posto: 1953-1954 (gruppo I)
Terzo posto: 1935-1936 (gruppo II)
- Segunda División B:

Secondo posto: 1988-1989 (gruppo I), 1992-1993 (gruppo II), 2002-2003 (gruppo II)
Terzo posto: 1996-1997 (gruppo I), 1998-1999 (gruppo II)
- Tercera División:

Secondo posto: 1931-1932, 1932-1933, 1933-1934, 1967-1968, 1975-1976, 1985-1986, 2011-2012
Terzo posto: 1945-1946, 1966-1967
- Copa Federación de España:

Finalista: 1950-1951
- Copa Federación de España:

Semifinalista: 2009-2010

## Strutture

### Stadio
Il Barakaldo gioca le partite casalinghe allo stadio Lasesarre.